# Margarida I da Borgonha
Margarida de França (em francês:  Marguerite; Paris, 1309/1310 – Flandres, 9 de maio de 1382) foi uma princesa da França por nascimento. Ela foi suo jure condessa da Borgonha e Artésia, além de condessa consorte de Flandres, Nevers e Rethel como esposa de Luís I. Foi regente de Flandres durante menoridade do filho, Luís II.

## Família
Margarida foi a segunda filha nascida de Filipe, Conde de Poitiers (futuro rei Filipe V de França) e de Joana II, condessa da Borgonha.
Os seus avós paternos eram Filipe IV de França e Joana I de Navarra. Os seus avós maternos eram Otão IV, Conde da Borgonha e Matilde de Artésia.
Ela teve uma irmã mais velha, Joana III, Condessa da Borgonha, esposa de Eudo IV, Duque da Borgonha, e três irmãos mais novos: Isabel, cujo primeiro marido foi Guigues VIII, Delfim de Viennois, e o segundo foi João III, Senhor de Faucogney; Branca, que foi uma freira da Ordem de Santa Clara, em Longchamps, e Filipe, que morreu quando era bebê.

## Biografia
O contrato de casamento entre Margarida e Luís, filho de Luís I, Conde de Nevers e de Joana, Condessa de Rethel, foi assinado em 21 de junho de 1320, quando a noiva tinha cerca de 10 ou 11 anos, e o noivo cerca de 16. O casamento ocorreu no mês seguinte, em 22 de julho. 
Luís ficou dependente do pai dela, que tinha ascendido ao trono francês em 1316, para suprimir a rebelião de Nicolaas Zannekin, durante a Revolta de Karls. Contudo, Filipe V morreu em 1322, e foi sucedido pelo irmão, Carlos IV.
Margarida perdeu o marido em 25 de agosto de 1346, durante a Batalha de Crécy. Eles tiveram apenas um filho, Luís II, que era menor de idade quando o pai morreu, por isso, Margarida agiu como sua regente no início de seu reinado.
Em 1357, a neta de Margarida, Margarida III da Flandres, casou-se com o primo Filipe I, Duque da Borgonha, neto e herdeiro da irmã mais velha de Margarida, Joana III, que era a sucessora da mãe delas, Joana II. No entanto, como o casal não teve filhos, Margarida sucedeu aos títulos de condessa da Borgonha e Artésia, após a morte de Filipe, em 1361.
Em 1369, Margarida III casou-se com o duque Filipe II da Borgonha, também conhecido como "Filipe, o Audaz", o filho mais novo do rei João II de França e de Bona de Luxemburgo. Segundo François Pierre Guillaume Guizot, embora a condessa Margarida favorecesse o casamento da neta com Filipe II, o pai dela, Luís II, e a comunas flamengas preferiam a Inglaterra à França, e, por isso, não estavam dispostos a organizar o casamento. Alguns anos antes, em 1364, ela tinha sido noiva de Edmundo de Langley, o duque de Iorque, filho do rei Eduardo III de Inglaterra.
Supostamente, Margarida, aborrecida pela má vontade do filho, disse um dia para ele, conforme rasgava o seu vestido perante os olhos dele:
"Já que você não fará a vontade de sua mãe, eu rasgarei esses seios que lhe amamentaram, você e apenas você, e os jogarei para os cachorros devorarem."
Após esse episódio, o conde concordou com a união.

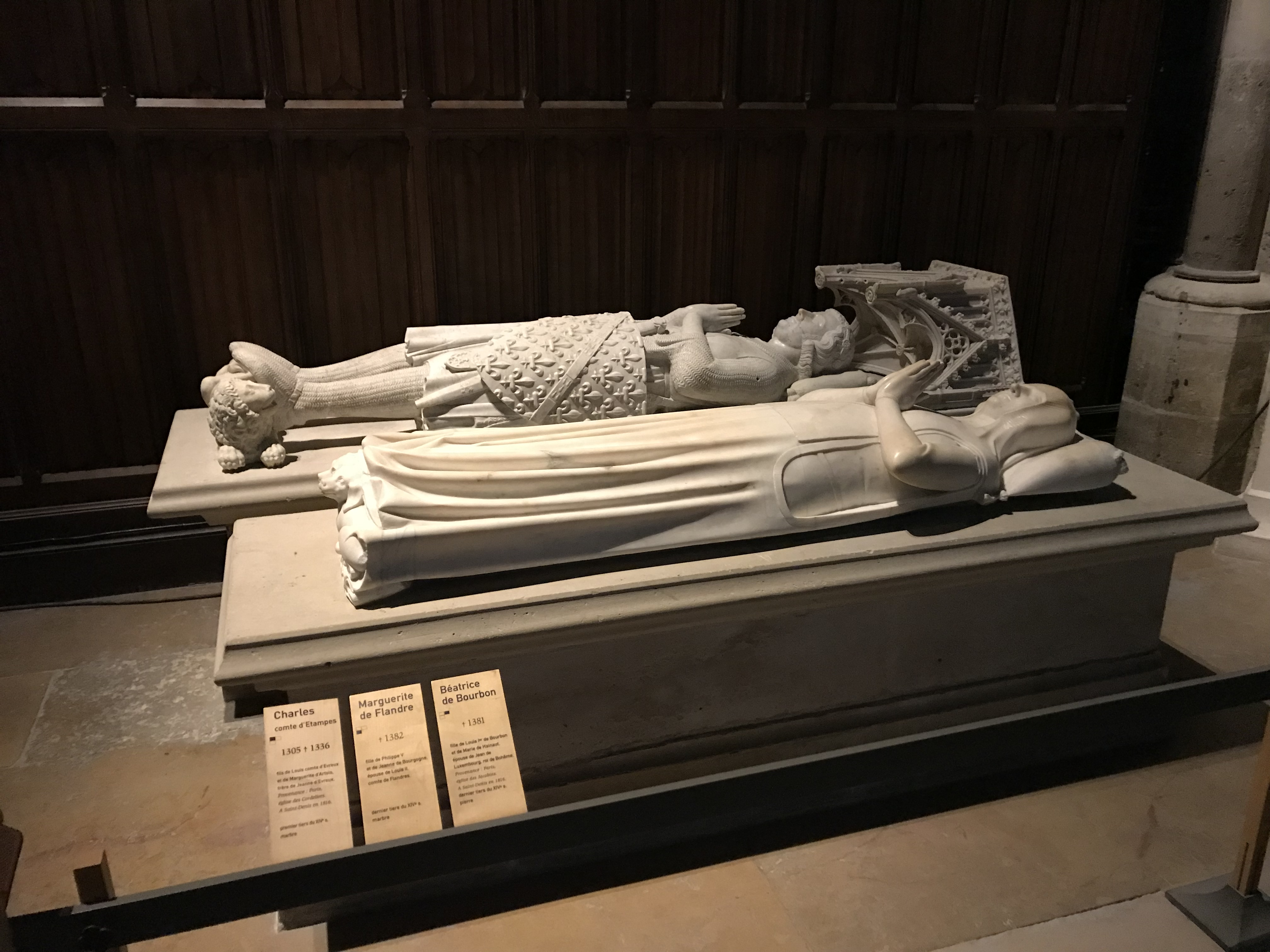
Tumbas de Margarida e Carlos de Évreux em Saint-Denis.

Nos últimos anos de vida da condessa, houve agitação e rebelião no litoral dos Países Baixos; uma revolta em Gante foi suprimida por Luís II e Filipe II. No entanto, após a Batalha de Beverhoutsveld, o filho dela foi expulso de Flandres pelo povo liderado por Filipe van Artevelde. Um exército francês e o duque da Borgonha vieram ao regaste, e, assim, os revoltosos foram derrotados, definitivamente, na Batalha de Roosebeke, em 27 de novembro de 1382, alguns meses após a morte de Margarida. Entretanto, os cidadãos de Gante continuaram a resistir graças à ajuda inglesa, e a responsabilidade de subjugar a cidade recaiu sobre Margarida III e seu marido.
A condessa faleceu no dia 9 de maio de 1382, quando tinha por volta de 72 ou 73 anos, e foi sepultada na Basílica de Saint-Denis, em Paris. Após a morte da princesa, a prima dela, Branca de França, Duquesa de Orleães se tornou o último membro direito da Casa de Capeto. Os condados de Margarida foram herdados pelo filho, que morreu em 1384. Portanto, todas as posses da condessa, junto a Flandres e o resto da herança de Luís, passaram direto para Margarida III.